# Ludwig Prandtl
Ludwig Prandtl là nhà khoa học người Đức nghiên cứu về khí động lực học.
Prandtl sinh năm 1875 tại Freising, Đức, sau đó theo học ngành kĩ thuật cơ khí ở München. Ông làm luận án tiến sĩ về tính đàn hồi của vật liệu dưới sự hướng dẫn của August Föppl. Sau này, chính Prandtl trở thành con rể của thầy Föppl, theo truyền thống của giới hàn lâm ở Đức vào thời bấy giờ.
Năm 1901, Prandtl trở thành giáo sư trường Đại học Hannover. Tại đó ông đã nghiên cứu nhằm xác lập cơ sở lý thuyết vững chắc cho ngành cơ học chất lưu. Nhà toán học Felix Klein, người nhấn mạnh vai trò giảng dạy toán trong kĩ thuật, đã chú ý đến Prandtl và mời ông đến Göttingen. Prandtl giữ cương vị giáo sư ngành cơ học ứng dụng tại đó từ năm 1904 đến 1953.

## Các nghiên cứu ứng dụng
Năm 1904 Prandtl hình thành khái niệm lớp biên. Đó là lớp sát với bề mặt vật thể khi di chuyển trong môi trường chất lưu. Phát hiện này rất quan trọng trong ngành, vì nó cho thấy hiệu ứng nhớt của chất lưu chỉ tồn tại trong một phạm vi hẹp gần sát vật thể; còn phần lớn môi trường cách xa vật có thể được coi là không nhớt để từ đó tính toán với dạng công thức đơn giản hơn.
Một nghiên cứu có tính thực tiễn của ông là sải cánh hữu hạn (hay thuyết cánh Prandtl-Lanchester) phân tích về ma sát kéo do chất lưu gây ra. Ông cũng đóng góp trong việc thiết kế các đường hầm gió và những thiết bị phục vụ thí nghiệm như ống Pitot.
Prandtl không có năng lực tốt về môn toán, nhưng chính ông lại có những đồng nghiệp tuyệt vời rất giỏi môn này. Và quan trọng hơn, Prandtl có khả năng kiệt xuất trong việc cụ thể hóa ý tưởng thành những biểu thức toán đơn giản.
Năm 1948, ông xuất bản một quyển sách cơ bản về cơ học chất lỏng (Essentials of Fluid Dynamics). Prandtl qua đời năm 1953 tại Göttingen. Tên của ông được đặt cho một vết lõm ở phần khuất của Mặt Trăng.